# Port-Mort
Port-Mort é uma comuna francesa na região administrativa da Normandia, no departamento de Eure. Estende-se por uma área de 12,16 km². Em 2010 a comuna tinha 942 habitantes (densidade: 77,5 hab./km²).